# Prometheus (Orff)
Prometheus è un'opera di Carl Orff basata sul testo originale di Eschilo che viene cantato in greco antico. La partitura presenta per intero, nel greco antico originale, il testo della tragedia greca di Eschilo, l'unica parte superstite della trilogia Prometeo intitolata Προμηθεὺς Δεσμώτης – Promēthèus desmṑtēs – Prometeo incatenato.
La prima rappresentazione ebbe luogo il 24 marzo 1968 allo Staatstheater di Stoccarda, diretta da Ferdinand Leitner e nella regia di Gustav Rudolf Sellner e la scenografia di Teo Otto, con Carlos Alexander nel ruolo principale. Una seconda messinscena, accolta molto favorevolmente da parte del compositore, seguì il 1. 8. 1968 nell’ambito del Festival di Monaco alla Bayerische Staatsoper München sotto la direzione musicale di Michael Gielen per la regia di August Everding nelle scene di Josef Svoboda. Esecuzioni recenti si ebbero nel 2012 a Duisburg nell’ambito del festival Ruhrtriennale sotto la direzione musicale di Peter Rundel, nel 2013 a Monaco di Baviera, nel 2015 al Festival Carl Orff a Diessen (Baviera) e a Monaco;  nell’agosto del 2020 una nuova produzione verrà allestita al Festival di Bayreuth (Jugendfestspiele).
L'opera narra la storia della figura mitologica di Prometeo che, dopo aver donato il fuoco all'uomo contro la volontà degli dèi, è punito da Zeus, Il padre degli dei.

## Trama
Dopo la rivolta di Zeus contro il padre Crono, e la guerra che ne segue, Zeus si insedia al potere e annienta i suoi oppositori. Prometeo, il filantropo nel senso proprio del termine, subisce la sua collera e viene incatenato ad una roccia ai confini della Terra. Il dramma, interamente statico, mette in scena Prometeo di fronte a diversi personaggi divini, senza mai presentare un confronto diretto tra Zeus e il titano.
La scena si apre in Scizia, fra aspri monti e lande desolate. Efesto, Cratos e Bia hanno catturato il titano Prometeo e lo hanno incatenato ad una rupe. Zeus lo punisce perché ha donato il fuoco agli uomini, ribellandosi al suo volere. Il titano viene quindi raggiunto da vari personaggi, che tentano di portargli conforto e consiglio: le Oceanine, Oceano e Io. Prometeo ha però una via di fuga dalla angosciosa situazione in cui si trova, perché egli conosce un segreto che potrebbe causare la disfatta del potere olimpico retto da Zeus. La minaccia consiste nel frutto della relazione fra Zeus e Teti, che potrebbe generare un figlio in grado di sbaragliare il padre degli dei. Zeus invia il dio Ermes per estorcere il segreto a Prometeo, ma egli non cede e viene scagliato, insieme alla rupe cui è incatenato, in un abisso senza fondo.

## Musica

### Organico dell’orchestra
- 4 pianoforti (8 esecutori)

- 6 flauti (anche 6 ottavini e 1 flauto contralto)
- 6 oboi, 2 con obbligo di corno inglese
- 6 trombe in Do
- 6 tromboni

- 4 banjo tenori
- 4 arpe
- 1 organo (anche regale)
- 1 organo elettrico
- 9 contrabbassi

- batteria  (15-18 esecutori)
- 5 timpani
- 2 timpanetti con tavola di legno
- 1 tamburo piccolo con corde
- 3 tamburi baschi
- 2 grancasse (una con piatto affibbiato)
- 1 o-daiko
- 1 taiko
- 4 darabuka (4 darabuka bassa)
- 2 conga

- litofono
- 2 xilofoni
- 2 xilofoni tenori (cromatici)[2]
- 2 marimbe
- xilofono basso
- campanelli
- 1 metallofono
- 1 metallofono basso
- 6 campane tubolari (do2, do#2, re2, re#2, mi2, fa2)

- triangolo
- piatti
- 3 piatti sospesi (piccolo – medio – grande)
- 5 piatti turchi sospesi
- 3 piatti cinesi sospesi
- 2 cimbali antichi (do – mi)
- 2 cimbali antichi piccoli (un paio: do5)
- 6 crotali (do2, re#2, mi2, fa#2, sol2, si bemolle2)
- 3 tamtam
- 3 gong (C – a – e1)
- 2 lastre di metallo (e3 – f1)
- campana di lastra (C1)

- guiro
- 5 blocchi di legno
- 3 campane di legno
- campana di legno grande
- tamburo di legno africano
- tavola di legno

- 2 tubi di bambù (un paio)
- 2 paia di hyoshigi
- wasamba
- bin sasara
- 4 maracas

- 2 angklung (sol1 – si bemolle1)
- 7 bicchieri di vetro  (do2, do#2, re2, re#2, mi2, fa2, fa#2)

- macchina da vento
- macchina da tuono

Gli xilofoni tenori cromatici sono strumenti dell'Orff-Schulwerk. Poiché non appartengono all’organico regolare dell'orchestra sinfonica per via della disposizione cromatica delle barre, ma solo consentono l'esecuzione di glissandi cromatici, nella pratica attuale vengono utilizzati i marimbafoni al posto degli strumenti dell’Orff-Schulwerk. Soltanto i glissandi cromatici vengono ancora eseguiti sugli xilofoni tenore. L’organico di Prometeo riflette quindi la pratica di esecuzione di tutt’e tre le opere di Orff derivati dai drammi dell’Antichità Greca.
Mentre al momento della première l’esecuzione delle parti della batteria ha presentato notevoli difficoltà per i percussionisti, grazie allo straordinario sviluppo del livello tecnico della percussione negli ultimi decenni, la partitura di Orff non offre più ostacoli insormontabili.

### Linguaggio musicale
Come ha potuto dimostrare Pietro Massa, un intenso scambio di idee con il filologo classico Wolfgang Schadewaldt, il musicologo Thrasybulos Georgiades e con Wieland Wagner come il regista tanto desiderato dal compositore aveva accompagnato il processo di creazione delle opere di Orff su soggetti dell’antichità greca. Orff prese la decisione, rivoluzionaria per l’epoca in cui l'opera fu creata, di mettere in musica il testo greco originale, soltanto dopo una lunga consultazione con Wolfgang Schadewaldt, che consigliò il compositore su domande dettagliate sul sistema della metrica greca. Poiché le metriche quantitative del greco antico sono incompatibili sia con le metriche poetiche accentuate delle moderne lingue europee, sia con le strutture metriche della musica d'arte europea, il compositore scelse la soluzione di non imitare nella sua composizione le strutture ritmiche dell'antica metrica greca, ma di conferire alla voce ritmicamente declamata dei protagonisti un ritmo musicale autonomo che spesso contraddice il valore ritmico delle sillabe nell’originale greco antico. Gran parte della partitura limita il ruolo della parte musicale alla declamazione ritmica con voce parlata, che solo occasionalmente viene interrotta da accenti della gigantesca percussione; la partitura di "Prometeo" segnò quindi una nuova tappa nel graduale processo con il quale Orff rinunciò alla realizzazione di strutture diastematiche tradizionali nelle sue opere dell’ultima maturità.
Nella partitura di Prometheus, la concentrazione del discorso musicale sull’organico di strumenti a percussione con o senza definita altezza del suono, originariamente nato certamente dal fascino che l'unico gruppo dell'orchestra ancora in pieno sviluppo aveva esercitato su compositori del XX secolo,  appare ancora più accentuata che nelle opere precedenti del compositore basate sui drammi dell’Antichità greca. Nell’organico dell’orchestra di "Prometeo", pianoforti e xilofoni, pur avendo avuto un ruolo soltanto marginale nella cultura orchestrale europea, assumono il ruolo che il corpo di archi ha avuto nel musica per orchestra della musica classica viennese. D’altra parte, nell’orchestra di  "Prometeo", gli strumenti consueti della tradizione orchestrale europea – come flauti, oboi, trombe e contrabbassi – sembrano assumersi dei ruoli che sono state percepite dai rari strumenti a percussione nell'orchestra del XIX secolo.
L'introduzione, nell’organico dell’orchestra, di numerosi strumenti extraeuropei che non erano mai stati precedentemente utilizzati nell'orchestra della musica d'arte europea non può essere interpretata come esotismo musicale, poiché il compositore non usa quasi mai i nuovi timbri non mescolati. Piuttosto, la combinazione di strumenti provenienti da tutte le parti del mondo, nell'orchestra dell’unica opera di Orff composta in greco antico, serve a sottolineare l'universalità dell'antico mito greco, rispecchiando la natura umana generale del mito antico.
Nella storia della musica, le opere antiche di Orff appaiono come un percorso speciale straordinariamente originale del teatro musicale dopo il 1950; specialmente le sue partiture basate sui dramma dell’Antichità Greca hanno ricevuto maggiore attenzione negli anni dal 2000, non da ultimo a causa del rapporto tra il linguaggio musicale di Orff e le tendenze della musica minimalista.

## Incisioni

### Audio
- Roland Hermann, Colette Lorand, Fritz Uhl, Heinz Cramer, Josef Greindl, Kieth Engen; Rundfunk-Symphonieorchester Köln, Musikalische Leitung: Ferdinand Leitner. 1972. Arts Archives.
- Roland Hermann, Colette Lorand, Fritz Uhl, Heinz Cramer, Josef Greindl, Kieth Engen; Symphonieorchester des Bayerischen Rundfunks, Musikalische Leitung: Rafael Kubelík. Orfeo 1975.